# Elman Trevizo

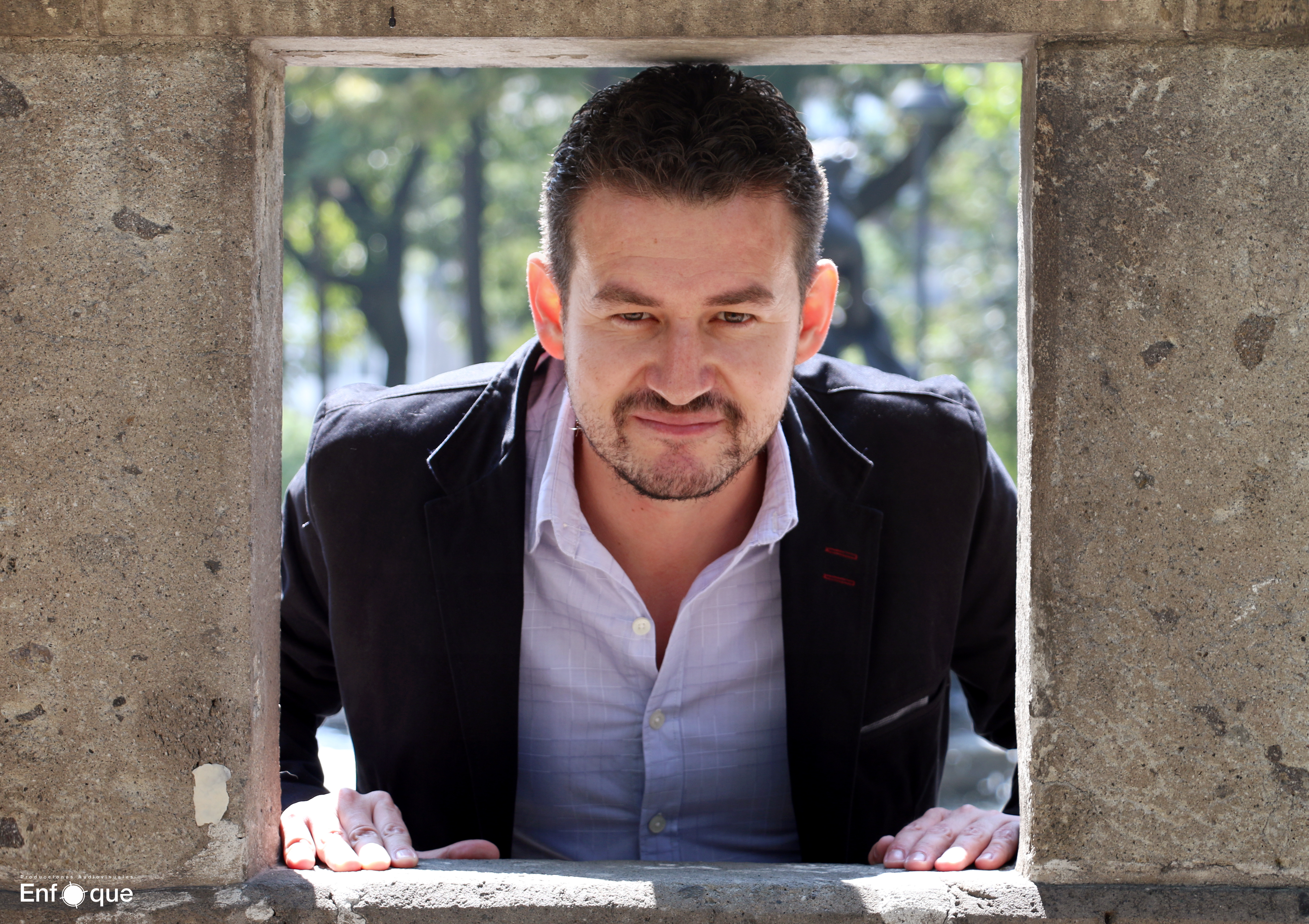

Elman Trevizo (6 de agosto de 1981, Los Mochis, México) escritor mexicano. Narrador, dramaturgo y poeta mexicano. Considerado uno de los más conocidos escritores de Literatura Infantil en México. Ha sido maestro en diversos bachilleratos y en la Universidad Autónoma de la Ciudad de México. Además, imparte talleres de creación literaria en todo el país. También, se ha desempeñado como editor en algunas editoriales de México. 
Como escritor, en los últimos años se ha especializado en el público infantil y juvenil, en donde ha ganado múltiples premios. Sus libros Las muchas muertes de Pancho Villa y El niño que corría con el viento  aparecieron en la "Guía de libros recomendados para niños y jóvenes 2011 y 2017" de IBBY México. Su libro La música del mundo fue seleccionado en el programa Libros del Rincón de la Secretaría de Educación Pública en el año 2015. Algunas listas lo colocan como uno de los autores más importantes de Literatura Infantil en México y protagonista de la Literatura de México. 

## Biografía
En su juventud fue reportero del El Diario de Chihuahua, sección Noroeste. Ha colaborado en periódicos como Milenio, La Razón (México) y El Heraldo de Chihuahua. 
Los temas que ha abordado en su narrativa, teatro y poesía han sido variados. Desde retratar en una novela a la figura de Pancho Villa y hablar del acoso escolar por medio del lenguaje utilizado en las redes sociales, hasta la creación de historias con referencias tecnológicas.
Cursó el Diplomado en Creación Literaria de la Sociedad General de Escritores de México y el Diplomado de Estudios de Dramaturgia del Instituto Nacional de Bellas Artes. Obtuvo en el 2012 la Beca Prensa y Democracia de la Universidad Iberoamericana, otorgada a periodistas mexicanos.
En el periodo 2009-2010 obtuvo la beca de formación para escritores de la Fundación para las Letras Mexicanas en el área de dramaturgia y ha obtenido las becas de los Fondos Estatales de Sinaloa y Chihuahua en las categorías de Jóvenes Creadores y Creadores con Trayectoria.
Ha publicado las novelas Las muchas muertes de Pancho Villa, La legión del guante contra los seres de vidrio, Viajero de otro mundo y Hacker; los libros de teatro Nuestros dobles son cirqueros / Los locos se visten de dardos y Agua es el insomnio; además de los libros para niños Diario garabato, Gallompiro, La casa misteriosa, Marcelo y el ratón aprendiz y La música del mundo.
Premios y reconocimientos literarios
- Premio Alas de Lagartija 2023, de Alas y Raíces de Gobierno Federal, por poesía infantil.
- Primer lugar en el Concurso Nacional de Obra de Teatro para Títeres sobre Alebrijes, 2016.
- Mención de honor en el Concurso Regional de Literatura para Niñas y Niños en el área de teatro infantil, 2016.
- Finalista del Premio Internacional de Cuentos para Niños La Pereza, 2013
- Tercer Premio en el concurso Todos Somos Iguales de Editorial Porrúa y el Consejo Nacional para Prevenir la Discriminación, 2012.
- Primer premio en el Concurso de Escritura de la Sala Literaria de San Miguel en Non Fiction (reportaje), 2012.
- Premio Nacional de Novela de Editorial Norma, 2012.
- Premio Valladolid de las Letras de cuento para niños,  2010.
- Mención honorífica del Premio Regional de Periodismo Cultural, 2010.
- Tercer lugar en el Premio Nacional de Poesía Joven Jorge Lara, 2009.
- Primer lugar en el Premio Nacional de Poesía Manuel José Othon, 2006
- Mención honorífica en el Premio Nacional de Dramaturgia Manuel Herrera 2004.
- Premio de poesía de la Revista Punto de Partida de la Universidad Nacional Autónoma de México, 2003.
- Primer Lugar en los Juegos Florales de Poesía del Día del Amor y la Amistad 2003 .
- Premio de Cuento del Semanario Meridiano 107 Editores de Ciudad Juárez, Chihuahua, 1998.

Obras publicadas
- Monólogos sin eco, antología poética, Aster Ediciones, 2005.
- El último ciego en salir que apague la luz, poesía, Universidad Autónoma de San Luis Potosí, 2006.
- Agua es el insomnio, teatro, Editorial Solar, 2009.
- Las muchas muertes de Pancho Villa, novela, Ediciones B, 2010. Reedición 2015.
- La legión del guante contra los seres de vidrio, novela, Ediciones B, 2011.
- Nuestros dobles son cirqueros, teatro, 2009, Instituto Mexiquense de Cultura, Reeditado por Conaculta 2010.
- Diario Garabato, poesía para niños, Secretaría de Educación del Estado de México, 2010. Reeditado en 2013.
- Gallompiro, cuento para niños, Editorial Orson, 2011. Reeditado en 2014 por Cleta Ediciones.
- Viajero de otro mundo, novela, Norma Editorial, 2012. Reimpresión 2016.
- Marcelo y el aprendiz de pintor, cuento ilustrado, Editorial Progreso, 2012
- La casa misteriosa, cuento ilustrado, Editorial Porrúa, 2012. Reimpresión 2014.
- Hacker, novela, Ediciones B, 2013.
- La música del mundo, Editorial Tres Abejas, 2013.
- La niña dinosauria, Universidad Autónoma de Ciudad Juárez, 2014.
- El niño que corría con el viento, Editorial Norma, 2015. Reimpresión 2016.
- Este libro sí tiene dibujitos, Editorial Pearson,  2015.
- Carlos juega con fantasmas, Editorial Cleta, 2016.
- El cascarón de la tristeza, Instituto Estatal de la Cultura de Guanajuato, 2018.
- A la garza le gusta leer (cuento para preescolares que empiezan a leer). 2021.
- Antología de cuentos y obras para títeres sobre alebrijes (El alebrije del miedo) Vol. IV Secretaría de Cultura del Gobierno del Distrito Federal. ISBN 978-607-7611-77-6
- El bulto (novela para niños). Editorial Velásquez & Velásquez de Ecuador, 2022.
- Desafíos cotidianos (Cuentos) (coautoría). Editorial Santillana, 2022.
- La luna flota en el cántaro. Antología de la poesía cuauhtemense (Coautoría). Instituto de Cultura del Municipio de Cuauhtémoc, 2024.
- Mi papá es la calle y el mar (poesía infantil) publicado por Alas y raíces (programa) y Gobierno Federal.

Obras de teatro del autor que se han llevado a escena
- Los muertos no tienen memoria (finalista del Premio Nacional de Dramaturgia Manuel Herrera 2004).
- Independencia Game Over (Obra ganadora del Programa de Producción de Obras dramatizadas 2010).
- Nuestros dobles son cirqueros (obra ganadora del Programa de Publicaciones del IMC, 2010).
- No puedo dormir mientras me ves (obra ganadora del Programa de Publicaciones Instituto Chihuahuense de Cultura, 2009).